# محاسبه انرژی ازدست رفته ساختمان
محاسبه انرژی ازدست رفته ساختمان
1. محاسبه مساحت مفید A
2. محاسبه DTبرابراست دمای بیشتر - کمتر=DT
3. دمای بیرون و داخل از جداول مربوطه محاسبه می‌گردد.
4. مقاومت هدایت حرارتیu
5. مقاومت حرارتی کل عنصر R∑
6. تعیین ضرایب انتقال حررات مصالح λ
7. محاسبه انرژی از دست رفته Q

(۱)محاسبه سطح دیوار که برابر= طول*ارتفاع -مساحست پنجره ودر
محاسبه مساحت مفید=طول*ارتفاع
(۲) تعیین ضرایب انتقال حررات مصالح
پیوست ازجدول ۷مقادیر هدایت حرارتی)(مبحث۱۹مقررات ملی ساختمان)
(۳)دمای بیرون و داخل از جداول مربوطه محاسبه می‌گردد
پیوست جدول (۸–۱)(مبحث۱۹مقررات ملی ساختمان)
(۴)مقاومت هدایت حرارتی u
(۵)مقاومت حرارتی کل عنصرR∑ جزR
R=DX÷K
R∑=R1+R2+R3+...RN
(۶)ضریب هدایت حرارتی u
u=۱÷R
(۷)محاسبه انرژی از دست رفته Q
انرژی Q=U*A*DT
برای محاسبه ابتدا لایهای دیوار ساختمان  مشخص کرده ودیوارها را تیب بندی کرده در جدول قرار داده بعد از مبحث ۱۹مقررات ملی ساختمان میزان مقاومت حررارتی هر لایه را بیرون آورده و سپس ضخامت هر لایه را مشخص کرده درون جدول محاسبه گذاشت
| واحد                | ضخامت dx | اختلاف دما dt | ضریب هدایت حرارتی λ | مساحت a | مقاومت حرارتی r | یوu  |  |
| لایه هوای خارج      |          | ۱۲            |                     |         | ۰۶.             | مثال |  |
| آجرنما              | ۰٫۰۷     | ۱۲            | ۱٫۳۲                | ۵       | ۰٫۰۵۳           | مثال |  |
| ملات ماسه سیمان     | ۰٫۰۵     | ۱۲            | ۱٫۷۵                | ۵       | ۰٫۰۲۸           | مثال |  |
| دیوار آجرسفالی      | ۰٫۲۲     | ۱۲            | ۱٫۳۵                | ۵       | ۱۶.             | مثال |  |
| یونولیت عایق حرارتی | ۱.       | ۱۲            | ۰۵۸.                | ۵       | ۱٫۷۲            | مثال |  |
| اندودگچی            | ۰٫۰۳     | ۱۲            | ۳۵.                 | ۵       | ۰۸۵.            | مثال |  |
| لایه هوای داخل      | مثال     | ۱۲            |                     |         | ۱۱.             | مثال |  |

کل u=۱/∑R
u=۱÷۲٫۲۱۶
برای محاسبه انرژی بااینروش پیش می‌رویم
انرژی=Q=U*A*DT
انرژی۲۷٫۰۸=Q=۰٫۴۵۱*۵*۱۲